# Scipione Li Volsi

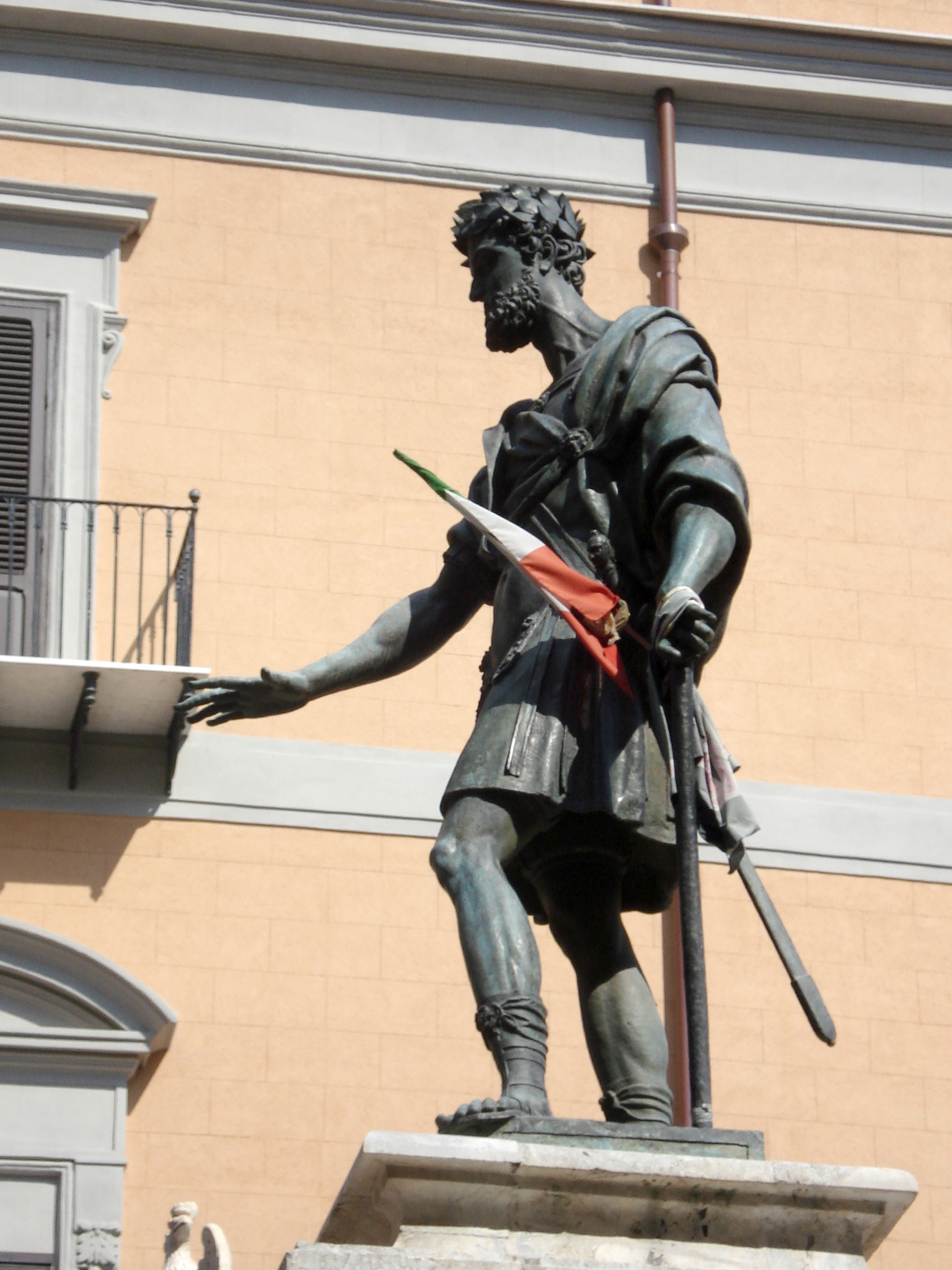
Statua Carlo V - Piazza Bologni, Palermo.

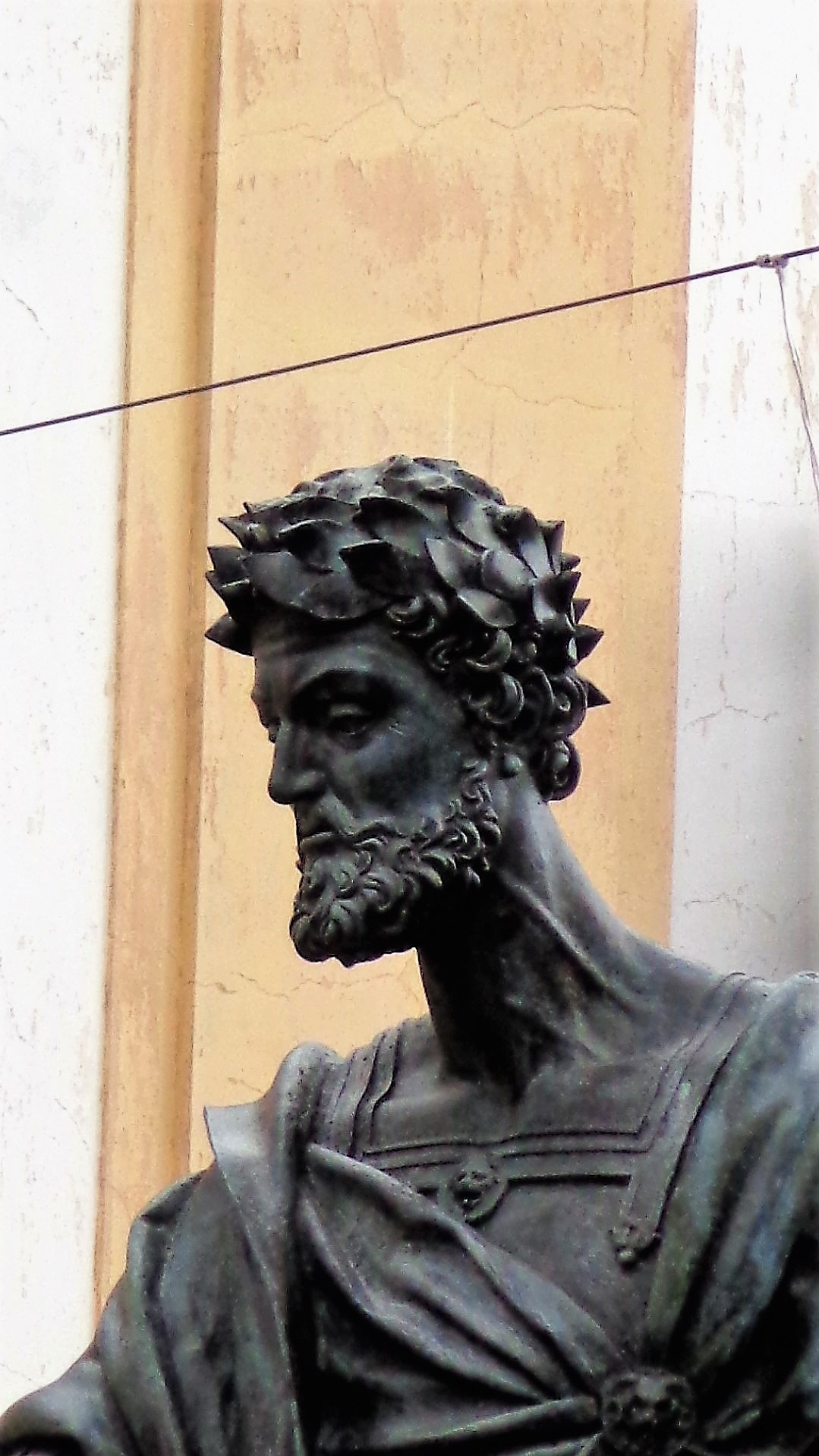
Dettaglio statua Carlo V - Piazza Bologni, Palermo.

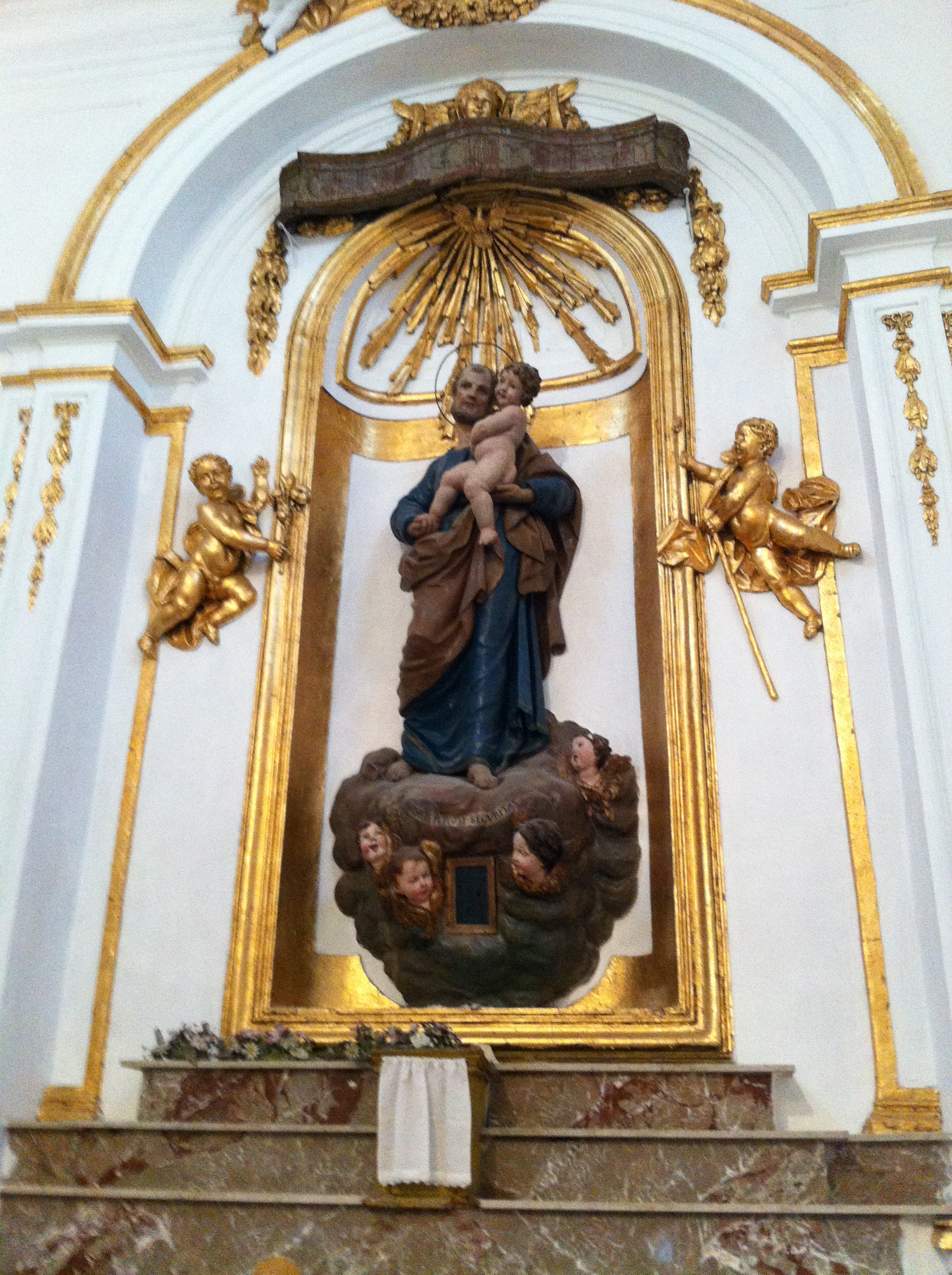
San Giuseppe.

Scipione Li Volsi (Tusa, 12 luglio 1588 – Tusa, 23 settembre 1667) fu uno scultore e stuccatore del barocco siciliano.

## Biografia
Scipione Li Volsi Junior - per distinguerlo dal capostipite Scipione Senior (nonno paterno) - e altrimenti noto come Simone o Simeone, appartenente alla bottega di artisti originaria del comprensorio dei Nebrodi. Particolarmente attivo a Palermo e in molti centri delle Madonie.
Figlio di Giuseppe Li Volsi, creatore di sculture in legno e bronzo, affreschi e relative decorazioni. La sepoltura è collocata all'interno della chiesa di San Giuseppe, la lapide è opera sua.

## Opere

### Caltanissetta e provincia
- XVII secolo, San Sebastiano, statua lignea, opera custodita nella chiesa di San Sebastiano di Caltanissetta.

### Messina e provincia
- 1622, Santa Caterina d'Alessandria, statua lignea dorata e policroma, già parte della monumentale custodia eucaristica realizzata per la chiesa madre di Santa Lucia di Mistretta.
- 1652, Crocifisso, scultura lignea, opera custodita nella chiesa dell'Aracoeli di San Marco d'Alunzio.
- 1623, San Biagio, statua e sgabello processionale, manufatti lignei, opere custodite nella chiesa madre della Madonna Immacolata di Reitano.
- 1632, Madonna del Rosario raffigurata con San Domenico di Guzmán, statua lignea, opera custodita nella Cappella del Santissimo Rosario della chiesa di Maria Santissima Assunta di Tusa.
- 1639, Madonna Assunta, statua lignea, opera custodita in una nicchia dietro l'altare maggiore della chiesa di Maria Santissima Assunta di Tusa.
- 1642, San Michele Arcangelo, olio su tela, opera commissionata e documentata per la chiesa di San Michele Arcangelo di Tusa.
- 1665 - 1668, Decorazioni, manufatti in stucco comprendenti le statue raffiguranti santi e profeti tra cui il Profeta Daniele, San Giovanni Battista, San Giuseppe e Re David, il Crocifisso ligneo, opere custodite nella chiesa di Maria Santissima Assunta di Tusa.
- XVII secolo, San Sebastiano, statua lignea, opera custodita nella chiesa di San Pietro di Tusa.
- XVII secolo, Immacolata, statua lignea, opera custodita nella chiesa di San Giuseppe di Tusa.

### Palermo e provincia
- 1620, Arco trionfale, manufatto lapideo, collaborazione col fratello Francesco per l'ingresso dimora della marchesa di Geraci a Castelbuono.
- 1621 - 1622, Chiesa militante e chiesa trionfante, decorazioni e manufatti in stucco della tribuna maggiore, ispirata alla distrutta Tribuna di Antonello Gagini, le decorazioni a stucco della Cappella della Madonna Libera Inferni e della Cappella del Santissimo Sacramento sono eseguite in collaborazione coi fratelli Francesco e Paolo, e rimaneggiate in epoche successive. Santa Maria Maddalena, San Bartolomeo, San Giovanni Battista, San Pietro e San Paolo, otto figure di Apostoli, Dio Padre al centro della volta seduto fra angeli e nuvole, i rilievi degli Evangelisti a mezze figure su tondi, angeli, puttini e decorazioni varie. Opere presenti nel duomo di Santa Maria Maddalena di Ciminna.[2]
- 1644, Decorazioni, manufatti in stucco e ripristino mosaici, opere realizzate nel cappellone della cattedrale del Santissimo Salvatore di Cefalù.
- XVII secolo, Decorazioni, manufatti in stucco eseguiti in collaborazione coi fratelli Francesco e Paolo. Opere presenti nel presbiterio e nella volta del duomo di San Pietro di Collesano.
- 1661, San Nicola di Bari, statua lignea, opera custodita nel duomo di San Nicolò di Gangi.
- XVII secolo, Decorazioni, manufatti in stucco eseguiti in collaborazione coi fratelli Francesco e Paolo. Opere presenti nella Cappella dell'Addolorata del duomo di San Nicolò di Isnello.
- 1630, Carlo V, statua bronzea che ritrae l'imperatore nell'atto di confermare gli antichi privilegi del Regno di Sicilia, monumento dedicato a Carlo V d'Asburgo destinato ai Quattro Canti, ma installato in Piazza Bologni Palermo.[3][4][5]
  - Filippo IV, in seguito destinata alla piazza del palazzo reale, fu successivamente rifusa per assumere dimensioni maggiori e poi definitivamente distrutta.